# Dobrava presso Isola
Dobrava presso Isola (in sloveno Dobrava) è un insediamento (naselje) nella municipalità di Isola nella regione statistica del Litorale-Carso in Slovenia